# Tresfjord
Tresfjord — норвезький вантажо-пасажирський пором. Став першим судном цього типу, енергетична установка якого була переобладнана під використання зрідженого природного газу (до того вже спорудили півтора десятка поромів-новобудов, конструкція яких одразу передбачала використання ЗПГ, включаючи перше судно на цьому паливі Glutra). Міг стати взагалі першим судном, конвертованим для використання ЗПГ, проте внаслідок певних затримок в процесі модернізації його на кілька місяців випередив хімічний танкер Bit Viking.
Судно, введене в експлуатацію ще у 1991 році, має здатність перевозити 500 пасажирів та 120 автомобілів (клас RoPax). У 2010 році його власник Fjord1 (він же, до речі, є власником і згаданого вище судна Glutra) вирішив провести конверсію порому під ЗПГ. Роботи виконувала норвезька верф Langsten Yard, яка встановила двигун Rolls-Royce Bergen C26:33L9AG. Він працює на зрідженому природному газі та дозволяє істотно зменшити шкідливі викиди. При цьому як резервний залишили старий дизельний двигун BRM-6.
Судно виконує рейси по Тронхеймс-фіорду.